# Георги Миндов (преводач)
Вижте пояснителната страница за други личности с името Георги Миндов.
Георги А. Миндов е български учител, преводач и писател от Македония.

## Биография
Роден е на 18 януари 1863 година в боймишкото градче Гумендже, тогава в Османската империя, днес в Гърция. В 1885 година завършва физико-математика в Москва. След това работи като учител. В учебната 1885/1886 година преподава в Солунската българска мъжка гимназия.
Публикува множество преводи от руски в българския печат, като преводите му на Чехов са критично оценени от Анна Карима.
В 1914 година заедно с Димитър Благоев съставя първия сравнително най-пълен „Руско-български речник“.
Умира на 6 септември 1924 година в София.